# رالف ر. هاردينغ
رالف ر. هاردينغ (بالإنجليزية: Ralph R. Harding)‏ هو سياسي أمريكي، ولد في 9 سبتمبر 1929 في مالاد سيتي في الولايات المتحدة، وتوفي في 26 أكتوبر 2006 في بلاكفوت في الولايات المتحدة. حزبياً، نشط في الحزب الديمقراطي. وقد انتخب عضو مجلس النواب الأمريكي.